# Одкровення Мелісси
Одкровення Мелісси — драма 2005 року.

## Сюжет
Кілька років тому в Італії був опублікований роман під хитромудрим заголовком «Розчеши волосся сто разів перед сном». І миттєво став національним бестселером, не дивлячись на дивну назву, відсутність потужної реклами і нікому не відоме ім'я на обкладинці — Мелісса Панарелло. А все тому, що автором виявилася юна дівчина з Сицилії, що узяла за основу книги свої інтимні щоденники.